# Martin-Butzer-Gymnasium
Das Martin-Butzer-Gymnasium ist ein Gymnasium in Dierdorf, das sich in der Trägerschaft der Evangelischen Kirche im Rheinland befindet.

## Geschichte
Die erste Erwähnung der Schule findet sich in einer Urkunde aus dem Jahre 1781 in der von einer fürstlichen Lateinschule in Dierdorf die Rede ist. In der nationalsozialistischen Herrschaftsperiode wurde die damalige evangelische Rektoratsschule 1939 verstaatlicht, was durch die Übernahme in kirchliche Trägerschaft 1949 wieder aufgehoben wurde. Mit der Aufnahme in kirchliche Trägerschaft ging der Aufbau eines Evangelischen Schülerheims, das die Grundlage für das an die Schule angegliederte Internat darstellte, einher. Nach dem Übergang 1952 in landeskirchliche Trägerschaft folgte 1955 die erste Reifeprüfung am Martin-Butzer-Gymnasium. 1980 wurden Erweiterungen vorgenommen, die eine Zweizügigkeit ermöglichten. Nach einer weiteren Erweiterung 1991 erlangte die Schule die Dreizügigkeit.

## Statistik
Heute ist die Schule fünfzügig. 2015/16 unterrichten 91 Lehrer und Referendare rund 1200 Schülern, von denen 300 die Orientierungsstufe, 600 die Mittelstufe und 300 die Oberstufe besuchen.

## Ehemalige
- Gerd Buntkowsky (* 1960), Abitur 1978, Physikochemiker und Hochschullehrer
- Benjamin Daniel (* 1983), Abitur 2003, Journalist und ZDF-Auslandsreporter
- Eva Katharina Grebel (* 1966), Abitur 1985, Astronomin
- Guido Hammesfahr (* 1968), Schauspieler
- Wolfgang Herzog (* 1953), Abitur 1971, Mediziner
- Wolfgang Köberer (* 1949), Abitur 1968, Strafverteidiger
- Jost Nickel (1968–2009), Sprachforscher
- Heinz-Herbert Noll (* 1949), Abitur 1967, Sozialwissenschaftler
- Ulrich Rechenbach (* 1982), Abitur 2002, Schauspieler
- Daniel Schüler (* 1990), Abitur 2012, TV-Moderator und Journalist